# Piotr Włodarczyk
Piotr Stanisław Włodarczyk (ur. 4 maja 1977 w Wałbrzychu) – polski piłkarz występujący na pozycji napastnika, reprezentant Polski w latach 1999–2004.

## Kariera klubowa
Grę w piłkę nożną rozpoczął w akademii Zagłębia Wałbrzych. W 1993 roku rozpoczął karierę seniorską w KP Wałbrzych, z którym występował na poziomie II i III ligi. W 1996 roku został zawodnikiem Legii Warszawa.
Jako pierwszy piłkarz w historii klubu strzelił w jednym meczu cztery gole, które były jednocześnie wszystkimi strzelonymi przez Legię – miało to miejsce podczas spotkania Pucharu Polski z Hetmanem Zamość 0:4 (sezon 2005/06). 10 maja 2006 w meczu przeciwko Górnikowi Zabrze (1:0), Włodarczyk zapewnił Legii mistrzostwo Polski, strzelając bramkę na wagę zwycięstwa w 14. minucie spotkania. W dniu 22 września 2006, został wraz z Michalem Gottwaldem odsunięty od drużyny Legii przez trenera Dariusza Wdowczyka oraz zarząd klubu. Nie podano konkretnego powodu takiej decyzji; została ona przedstawiona w oświadczeniu złożonym przez klub kilka dni po porażce Legii ze Stalą Sanok w Pucharze Polski. 8 listopada 2006 po wstawiennictwie kolegów z drużyny w zarządzie klubu, powrócił on do pierwszej drużyny.
20 czerwca 2007 Legia Warszawa poinformowała, że Piotr Włodarczyk nie będzie brany pod uwagę przy ustalaniu kadry pierwszego zespołu w sezonie 2007/08. 2 lipca 2007 Piotr Włodarczyk podpisał dwuletni kontrakt z Zagłębiem Lubin. Tam rozegrał 22 spotkania i strzelił 3 bramki. Łącznie w ciągu całej swojej kariery w 284 meczach polskiej ekstraklasy zdobył 92 bramki. W sezonie 2008/09 występował w greckim Aris FC, a latem 2009 przeszedł do OFI 1925. Po sezonie 2010/11 rozwiązał kontrakt z OFI i przeszedł do drugoligowego Bałtyku Gdynia, gdzie grał przez rok, po czym zakończył karierę. Od 17 kwietnia 2015 do 21 grudnia 2017 był prezesem IV-ligowego klubu Ożarowianka Ożarów Mazowiecki.

## Kariera reprezentacyjna
18 sierpnia 1999 zadebiutował w reprezentacji Polski w przegranym 1:2 meczu towarzyskim z Hiszpanią w Warszawie. 11 lipca 2004 zdobył pierwszą bramkę w drużynie narodowej w spotkaniu przeciwko Stanom Zjednoczonym w Chicago (1:1). 4 września 2004 strzelił gola w meczu eliminacji Mistrzostw Świata 2006 z Irlandią Północną w Belfaście (3:0), w którym otrzymał również czerwoną kartkę. Łącznie w latach 1999–2004 Włodarczyk zanotował w reprezentacji Polski 4 występy, w których zdobył 2 bramki. 

### Bramki w reprezentacji
| Lp. | Data            | Miejsce                | Przeciwnik        | Bramka | Rezultat | Ranga meczu                       |
| --- | --------------- | ---------------------- | ----------------- | ------ | -------- | --------------------------------- |
| 1.  | 11 lipca 2004   | Soldier Field, Chicago | Stany Zjednoczone | 1:0    | 1:1      | Mecz towarzyski                   |
| 2.  | 4 września 2004 | Windsor Park, Belfast  | Irlandia Północna | 2:0    | 3:0      | Eliminacje Mistrzostw Świata 2006 |

## Życie prywatne
Brat lekkoatletki Urszuli Włodarczyk, ojciec piłkarza Szymona Włodarczyka.